# Ramón Godó
Ramón Godó Lallana (Bilbao, 11 de mayo de 1864 – Barcelona, 20 de septiembre de 1931). Primer Conde de Godó. Fue un empresario y político español, hijo de Carlos Godó y Pié y sobrino de Bartolomé Godó y Pié, fundadores del diario La Vanguardia.

## Biografía
Ramón Godó, hijo de Carlos Godó y Pié y Antonia Lallana, nació en 1864 en Bilbao. Época en que su padre y su tío gestionaban las delegaciones comerciales en Bilbao y Oviedo de la empresa familiar de los Godó. Debido a la crisis provocada por la tercera guerra carlista, volvieron todos a Barcelona.
Su padre murió el año 1897 y él se hizo cargo de la propiedad del diario La Vanguardia. En 1889 viajó con Fomento del Trabajo Nacional, junto a José Boada y Romeo y Enrique Collaso al norte de Marruecos y observar en Melilla los antecedentes de la guerra de Margallo. En 1912 fundó la empresa Papelera Godó, para romper el monopolio impuesto por La Papelera Española y así poder suministrar papel a su diario. Impulsó la expansión e influencia del diario, que estableció su sede en la calle de Pelayo de Barcelona.
Al mismo tiempo, militaba en el Partido Liberal, por el que fue escogido diputado por el distrito de Igualada en las elecciones de 1899, 1901, 1903 y 1905. Ramón Godó fue el primer Conde de Godó, título que recibió en el año 1916 de manos del rey Alfonso XIII.
Ramón Godó Lallana era un hombre cojo, con un problema de sordera y casi ciego de un ojo, pero con una gran inteligencia y talento para las finanzas.
Fue su hijo, Carlos Godó Valls, segundo Conde de Godó, que en 1965 instauró un premio periodístico con su nombre, en honor al centenario de su nacimiento.
En la población de Copons (Barcelona) donde Ramón Godó Lallana tenía una casa, existe una plaza con su nombre como homenaje al empresario catalán.